# Фроули, Уильям
Уильям Клемент Фроули (англ. William Frawley; 26 февраля 1887, Берлингтон, Айова, — 3 марта 1966, Голливуд, Калифорния) — американский актёр театра и кино. За свою актёрскую карьеру Фроули сыграл более чем в 100 фильмах, но самой известной его работой стала роль домовладельца Фреда Мерца в сериале «Я люблю Люси».

## Ранняя жизнь
Уильям Фроули родился в семье Майкла А. Фроули и Мэри Е. Брэйди в Берлингтоне, штат Айова. В детстве Билл, как его все называли, посещал католическую школу и пел в хоре церкви Св. Павла. Став постарше, Фроули любил играть роли в местном театре, а также выступать на любительских постановках. Однако его мать, будучи религиозной женщиной, не одобряла начинания сына.
Уильям Фроули два года проработал в офисе железнодорожной компании Union Pacific Railroad в должности стенографиста. Позже он переехал в Чикаго и поступил на работу стенографистом в суде. Вскоре после этого, несмотря на протесты своей матери, Фроули получил роль в музыкальной комедии «Флиртующая принцесса». Чтобы успокоить мать, Билл переехал в Сент-Луис, штат Миссури и поступил на работу в железнодорожную компанию.
Но офисная работа не доставляла удовольствия Фроули, он жаждал стать актёром. В итоге он вместе со свои младшим братом Полом ставит водевиль, но через полгода мать заставляет Пола вернуться домой. Именно в этот период Уильям Фроули написал сценарий «Веселье в агентстве Водевиль», за который он выручил более 500 долларов. После чего Фроули переезжает в Денвер, штат Колорадо. Там Уильям Фроули начинает работать певцом в кафе вместе с пианистом Францем Ратом. Затем оба переезжают в Сан-Франциско и ставят пьесу «Мужчина, пианино и дурак». В 1958 году выходит альбом «Билл Фроули поет старые песни», на котором Фроули записал исполненные им на сцене песни, среди которых «Моя мамочка», «Каролина утром».

## Телевидение

### «Я люблю Люси»

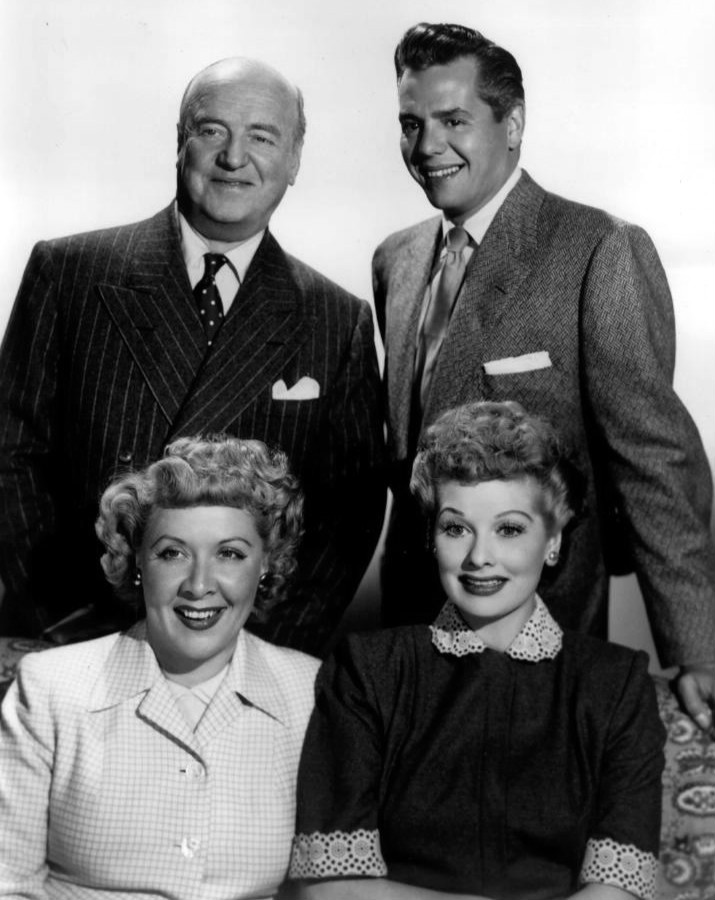
Актёрский состав слева-направо, стоят: Уильям Фроули, Дэси Арнас, сидят: Вивиан Вэнс и Люсилль Болл

К 1951 году 64-летний Фроули, сыгравший уже более чем в 100 фильмах, стал менее востребован киностудиями. Когда он услышал, что Деси Арнас и Люсиль Болл проводили кастинг для участия в новом ситкоме «Я люблю Люси», тут же предложил себя на роль сварливого, скупого домовладельца Фреда Мерца.
Актриса Би Бенадерет, подруга Люсиль Болл, была первой претенденткой на роль Этель Мерц. Однако она была уже связана контрактом с другой студией. Фроули позвонил Люсиль Болл, чтобы узнать, каковы его шансы на получение роли. Болл была удивлена его звонку, ведь она едва его знала. Вместе Болл и Арнас решили, что будет здорово принять Фроули, ветерана кинематографа, на роль Фреда Мерца. Однако руководство киностудии CBS отнеслось к этой идее скептически, предупредив о ненадежности Фроули и его пристрастию к алкоголю. Деси Арнас сразу предупредил Фроули об опасениях киностудии, сказав, что если он опоздает на работу, придет пьяным или не сможет сниматься по какой-либо другой причине, кроме официального больничного, более одного раза, его выгонят из шоу. Вопреки опасениям CBS, Фроули никогда не приходил на работу пьяным, более того, запоминал свой текст после первого прочтения. В конечном итоге Деси Арнас стал одним из немногих близких друзей Уильяма Фроули.
Премьера ситкома «Я люблю Люси» состоялась 15 октября 1951 года на телеканале CBS и имела огромный успех.
Вивиан Вэнс сыграла роль Этель Мерц, жены Фроули на экране. Несмотря на то, что актёры прекрасно сработались, в жизни они терпеть не могли друг друга. Многие считают, что их взаимная ненависть связана с многочисленными замечаниями Вивиан, что ей приходится играть жену человека, который старше её на 22 года. Говорят, что Фроули услышал, как Вэнс жалуется, затаил обиду и не смог её простить. «Она — одна из прекраснейших девушек, которые приехали из Канзаса, — однажды заметил Фроли, — но мне часто хочется, чтобы она убралась туда обратно».
Будучи заядлым фанатом бейсбольной команды «Нью-Йорк Янкис», Фроули при заключении контракта на съемки в сериале «Я люблю Люси» настоял на включении пункта, разрешающего ему не работать во время проведения ежегодного чемпионата США по бейсболу, если в нём принимала участие эта команда. «Нью-Йорк Янкис» принимали участие почти в каждом чемпионате, кроме 1954—1959 гг. В итоге Фроули не появился в двух сериях «Я люблю Люси».
За свою работу в шоу Уильям Фроули был номинирован на премию «Эмми» пять раз (в 1953—1957 годах) в номинации «Лучший актёр второго плана».
В 1957 году, когда закончился сериал «Я люблю Люси», Болл и Арнас предложили Фроули и Вэнс вести своё спин-офф телешоу «Фред и Этель». Несмотря на свою неприязнь к Вивиан Вэнс, Фроули увидел возможность заработать и принял предложение. Однако Вэнс отказалась от предложения, не имея ни малейшего желания снова работать с Фроули (опасаясь очередного нервного срыва), а также убеждённая, что Этель и Фред без четы Рикардо не представят никакого интереса для зрителей. После этого и вплоть до смерти Фроули он и Вэнс практически не поддерживали контактов друг с другом.
Заработная плата Уильяма Фроули во время съемок «Я люблю Люси»:
- 1951 — 450 $ в неделю
- 1952 — 1000 $ в неделю
- 1953 — 3500 $ в неделю
- 1957 — 7500 $ в неделю

## Личная жизнь
В 1914 году Уильям Фроули женился на своей коллеге по водевилю Эдне Луизе Броэдт (1893—1992). Они вместе поставили номер «Фроули и Луиза», с которым успешно выступали по всей стране. Их номер описывали, как «легкую комедию с песнями, танцами». Пара рассталась в 1921 году, а затем в 1927 году Фроули и Луиза развелись. Детей у них не было.
Его брат Пол Фроули (1889—1973) также был актёром, выступал на Бродвее.

## Смерть
Уильям Фроули дважды появился на телеэкранах до своей смерти. Первый раз — 3 мая 1965 года — он принял участие в телевикторине «У меня есть секрет», где участники должны были угадать «секрет Фроули» — что он является первым исполнителем песни «My Melancholy Baby» в 1912 году. Эту песню он исполнял на телевидении, когда снимался в роли Фреда Мерца в шоу «Lucy-Desi Comedy Hour» в 1958 году в серии «Люси едет в Солнечную Долину».
Его последнее появление состоялось в октябре 1965 года. Небольшая роль в телесериале Люсиль Болл «The Lucy Show», где Фроули сыграл тренера лошадей.
3 марта 1966 года во время прогулки по Голливудскому бульвару после просмотра фильма «Внутренний мир Дэйзи Кловер» у Уильяма Фроули случился сердечный приступ. Его срочно госпитализировали в Hollywood Receiving Hospital, где констатировали его смерть.
Вскоре после смерти Уильяма Фроули Деси Арнас заплатил за объявление на весь разворот в газете Hollywood Reporter, на котором была размещена фотография Уильяма Фроули в чёрной рамке, его даты жизни и надпись «Buenas Noches, Amigo!» («Спокойной ночи, друг!»). Арнас, коллега Фроули по сериалу «Мои три сына» Фред Макмюррей и исполнительный продюсер Дон Феддерсон несли гроб с телом Фроули.
Люсиль Болл в связи с кончиной Фроули сказала: «Я потеряла одного из моих самых дорогих друзей, а шоу-бизнес потерял одного из лучших актеров всех времен. Те из нас, кто его знали и любили, будут по нему скучать!».
Вивиан Вэнс услышала новость о смерти Фроули, обедая в ресторане со своим четвёртым мужем, после чего выкрикнула: «Всем шампанского!».

## Память

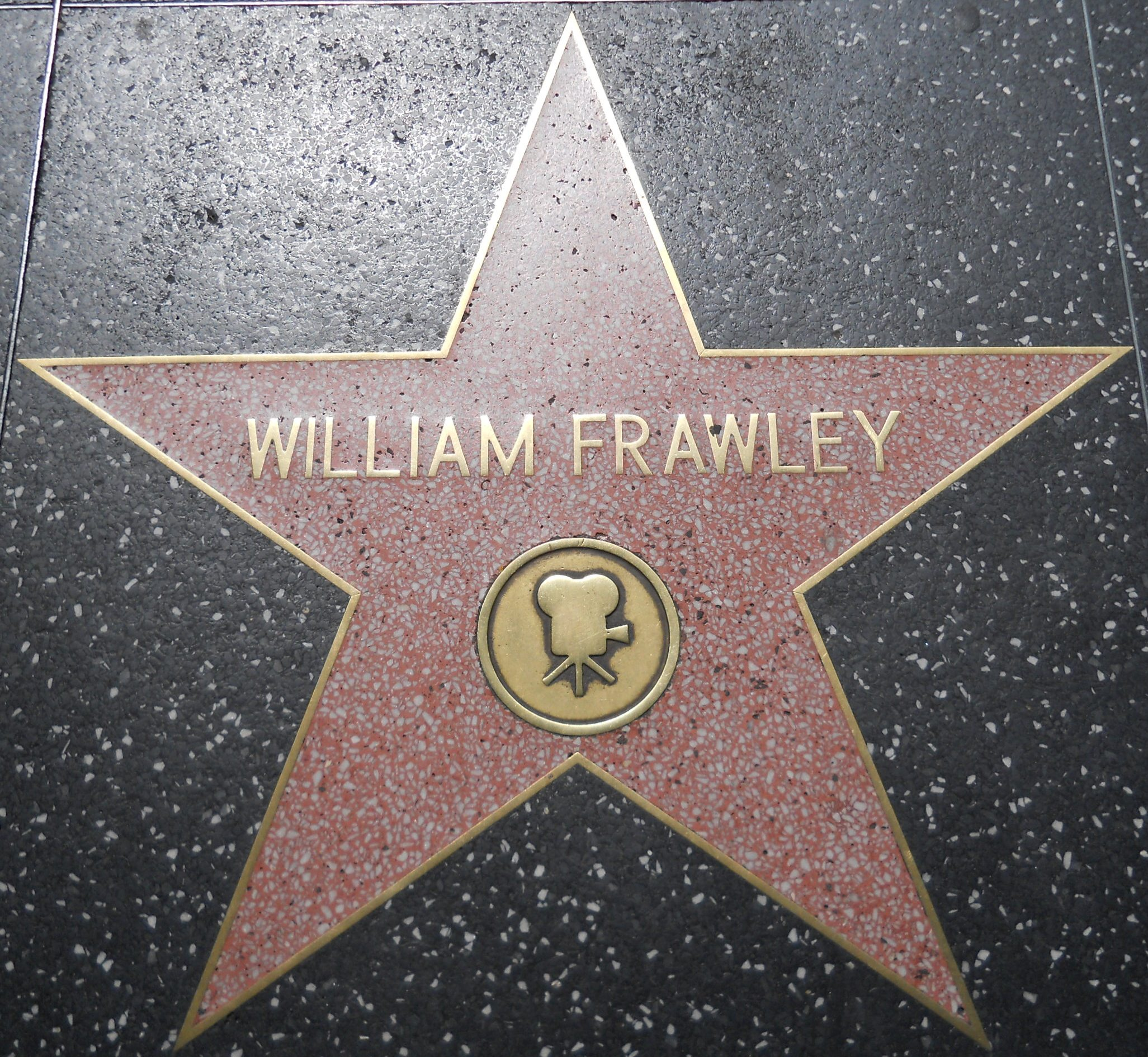
Звезда на Голливудская «Аллея славы» по адресу: Голливудский бульвар, 6322

- Уильям Фроули похоронен на кладбище San Fernando Mission Cemetery в Лос Анджелесе, Калифорния.
- За его достижения в области кинематографа он был удостоен звезды на Голливудской Аллее славы.
- Имя Фроули также увековечено в Центре Люсиль Болл и Деси Арнаса в Нью-Йорке.
- В марте 2012 года Уильям Фроули и Вивиан Вэнс были приняты в Зал Славы Телевизионной Академии.

## Избранная фильмография
| Год  |   | Русское название                               | Оригинальное название                      | Роль                       |
| ---- | - | ---------------------------------------------- | ------------------------------------------ | -------------------------- |
| 1939 | ф | Приключения Гекльберри Финна                   | The Adventures of Huckleberry Finn         | «Герцог»                   |
| 1942 | ф | Джентльмен Джим                                | Gentleman Jim                              | Билл Дилэни                |
| 1945 | ф | Автостопом до счастья                          | Hitchhike to Happiness                     | Сэнди Хилл                 |
| 1946 | ф | Охота Криминального доктора                    | Crime Doctor's Man Hunt                    | инспектор Гарри Б. Мэннинг |
| 1947 | ф | Чудо на 34-й улице                             | Miracle on 34th Street                     | Чарли Галлорэн             |
| 1948 | ф | История Бейба Рута                             | The Babe Ruth Story                        | Джек Данн                  |
| 1949 | ф | Красный свет                                   | Red light                                  |                            |
| 1949 | ф | Истсайд, Вестсайд                              | East Side, West Side                       | бармен Билл                |
| 1950 | ф | Распрощайся с завтрашним днём                  | Kiss Tomorrow Goodbye                      | Байерс                     |
| 1951 | ф | Эбботт и Костелло встречают человека-невидимку | Abbott and Costello Meet the Invisible Man | Детектив Робертс           |
| 1951 | ф | Лемон дроп кид                                 | Lemon Drop Kid                             | Мрачный Вилли              |
| 1952 | ф | Пресловутое ранчо                              | Rancho Notorious                           | Болди Гантер               |

## Избранные телеработы
- Я люблю Люси (1951—1957)
- Люсиль Болл — Деси Арнас шоу (1957—1960)
- Шоу Форда (5 декабря 1957)
- Шоу Люси -(1965 — камео)